# But I Don't Want to Get Married!
But I Don't Want to Get Married! is een Amerikaanse televisiefilm uit 1970 onder regie van Jerry Paris met in de hoofdrollen Herschel Bernardi, Shirley Jones, Brandon Cruz, Nanette Fabray en June Lockhart. De film werd op 6 oktober 1970 uitgezonden door ABC.

## Verhaallijn
Walter Benjamin is een accountant die weduwnaar wordt na 18 jaar huwelijk. Hij is verbijsterd dat een horde huwelijksgezinde vrouwen zich op hem stort.

## Rolverdeling
| Acteur            | Personage       |
| ----------------- | --------------- |
| Herschel Bernardi | Walter Benjamin |
| Shirley Jones     | Evelyn Harris   |
| Brandon Cruz      | Bernard         |
| Nanette Fabray    | Mrs. Vale       |
| June Lockhart     | Hope            |
| Tina Louise       | Miss Spencer    |
| Sue Lyon          | Laura           |
| Harry Morgan      | Mr. Good        |
| Joyce Van Patten  | Olga            |
| Kay Medford       | Hallie          |
| Kathleen Freeman  | Mrs. Borg       |
| Jerry Paris       | Harry           |